# Ayria
Ayria — рід грибів родини Annulatascaceae. Назва вперше опублікована 2004 року.

## Класифікація
До роду Ayria відносять 2 види:
- Ayria appendiculata
- Ayria nubispora